# McCone County
McCone County ist ein County im Bundesstaat Montana der Vereinigten Staaten. Der Sitz der Countyverwaltung (County Seat) befindet sich in Circle.

## Demografische Daten

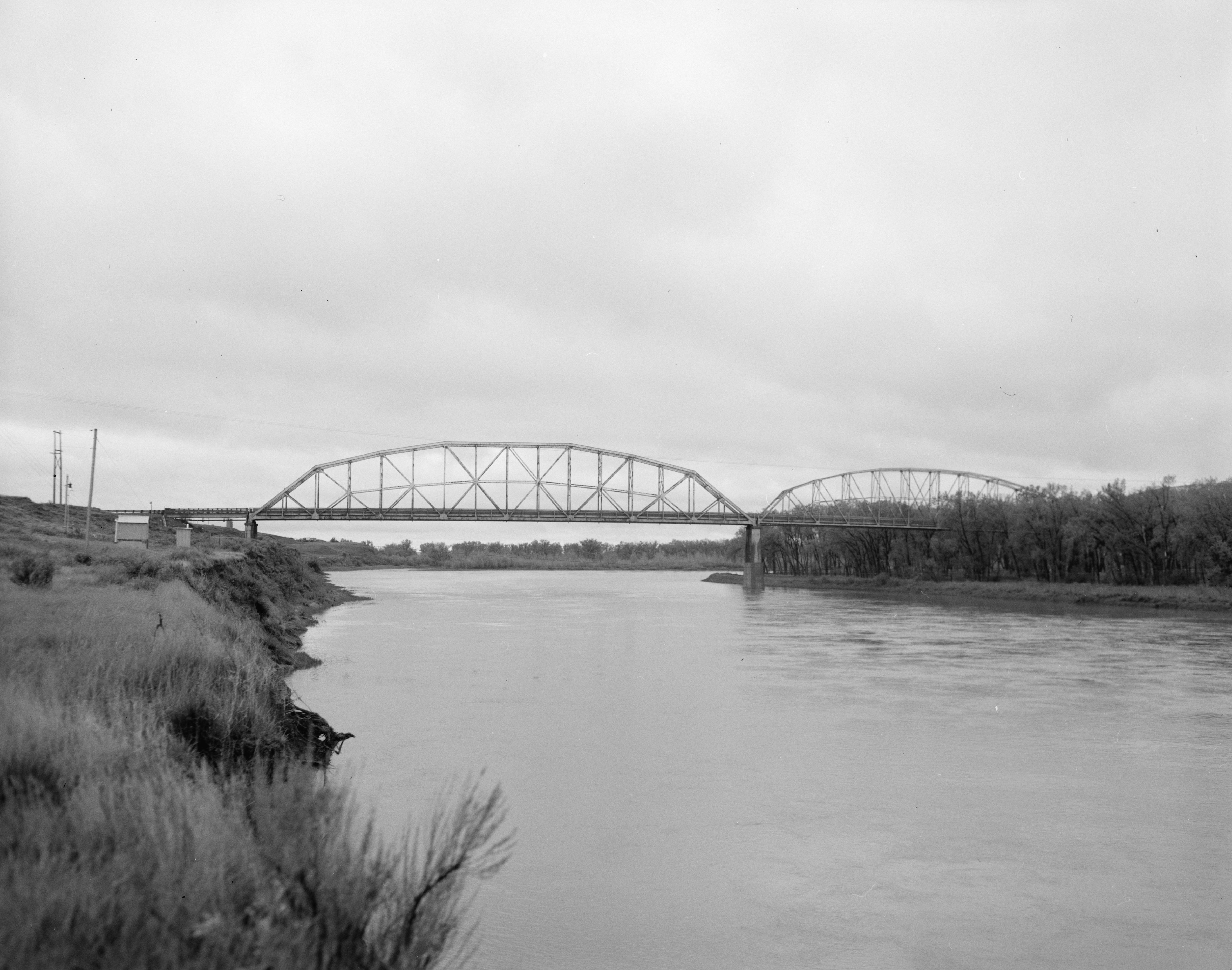
Lewis and Clark Bridge, gelistet im NRHP

Nach der Volkszählung im Jahr 2000 lebten im County 1.977 Menschen. Es gab 810 Haushalte und 596 Familien. Die Bevölkerungsdichte betrug weniger als 1 Einwohner pro Quadratkilometer. Ethnisch betrachtet setzte sich die Bevölkerung zusammen aus 96,97 % Weißen, 0,30 % Afroamerikanern, 1,06 % amerikanischen Ureinwohnern, 0,30 % Asiaten, 0,00 % Bewohnern aus dem pazifischen Inselraum und 0,00 % aus anderen ethnischen Gruppen; 1,37 % stammten von zwei oder mehr ethnischen Gruppen ab. 0,96 % der Bevölkerung waren spanischer oder lateinamerikanischer Abstammung.
Von den 810 Haushalten hatten 30,20 % Kinder und Jugendliche unter 18 Jahre, die bei ihnen lebten. 66,90 % waren verheiratete, zusammenlebende Paare, 3,80 % waren allein erziehende Mütter. 26,30 % waren keine Familien. 24,60 % waren Singlehaushalte und in 11,40 % lebten Menschen im Alter von 65 Jahren oder darüber. Die Durchschnittshaushaltsgröße betrug 2,44 und die durchschnittliche Familiengröße lag bei 2,89 Personen.
Auf das gesamte County bezogen setzte sich die Bevölkerung zusammen aus 24,80 % Einwohnern unter 18 Jahren, 5,40 % zwischen 18 und 24 Jahren, 24,30 % zwischen 25 und 44 Jahren, 26,50 % zwischen 45 und 64 Jahren und 18,90 % waren 65 Jahre alt oder darüber. Das Durchschnittsalter betrug 42 Jahre. Auf 100 weibliche Personen kamen 99,70 männliche Personen, auf 100 Frauen im Alter ab 18 Jahren kamen statistisch 103,30 Männer.
Das jährliche Durchschnittseinkommen eines Haushalts betrug 29.718 USD, das Durchschnittseinkommen der Familien betrug 35.887 USD. Männer hatten ein Durchschnittseinkommen von 22.768 USD, Frauen 15.368 USD. Das Prokopfeinkommen betrug 15.162 USD. 16,80 % der Bevölkerung und 14,10 % der Familien lebten unterhalb der Armutsgrenze. 19,40 % davon waren unter 18 Jahre und 11,20 % waren 65 Jahre oder älter.

## Geschichte
Zwei Bauwerke des Countys sind im National Register of Historic Places eingetragen (Stand 8. Februar 2018).

## Orte im McCone County
Towns
| - Circle |

Unincorporated Communitys
| - Brockway - Vida |